# Austrolebias alexandri

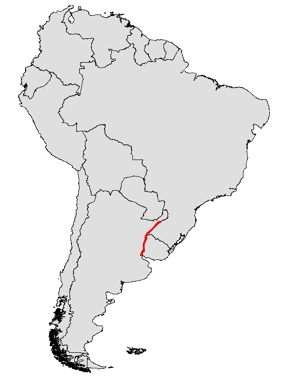
Localització de l'espècie.

Austrolebias alexandri és un peix de la família dels rivúlids i de l'ordre dels ciprinodontiformes.

## Morfologia
Els mascles poden assolir els 9 cm de longitud total.

## Distribució geogràfica
Es troba a Sud-amèrica: Argentina, el Brasil i l'Uruguai.